# Oakesdale (Washington)
Oakesdale je gradić u američkoj saveznoj državi Washington. Prema popisu stanovništva iz 2010. u njemu je živjelo 422 stanovnika.